# Correa backhouseana
Correa backhouseana (Coast Correa) es un arbusto costero, endémico de Australia. 

## Descripción
Alcanza una altura por encima de los 2 metros. Sus hojas ovadas son de 3 cm de longitud y 2 cm de anchura, de un color verde oscuro brillante en el haz y gris pálido en el envés. La flores colgantes tienen una forma tubular y un color de verde amarillento a blanco.

## Taxonomía
Esta especie fue descrita formalmente por vez primera en 1834 por el botánico William Jackson Hooker en el The Journal of Botany. El espécimen tipo fue recolectado por James Backhouse en el Cape Grim en Tasmania en 1833.
Se le reconocen actualmente cuatro variedades:
- Correa backhouseana Hook. var. backhouseana
- Correa backhouseana var. coriacea (Paul G.Wilson) Paul G.Wilson
- Correa backhouseana var. orbicularis Paul G.Wilson - Kangaroo Island Round-leaf Correa[3]
- Correa backhouseana var. uniflora Regel

## Distribución
Esta especie se desarrolla en Western Australia, South Australia, Victoria y en las costas sur y oeste de Tasmania.

## Cultivo
Correa backhouseana es una planta resistente que se utiliza a menudo como planta de apantallamiento o como planta para vallas. Se usa también como fuente de alimentación para insectos y sus ramas y flores se utilizan en arreglos florales.
Prefiere un emplazamiento con algo de sombra y puede tolerar vientos gargados de sal y heladas.
El cultivar Correa backhouseana var. coriacea 'Eucla Gold' tiene unas flores más pequeñas, más estrechas y de color más brillante que la especie tipo. Fue seleccionado de una población silvestre procedente de un emplazamiento cerca de Eucla (Western Australia) y suministrada para cultivo en Victoria en 1988.